# 阿基坦的埃莉诺
阿基坦的埃莉诺（Eleanor of Aquitaine，1122年—1204年），阿基坦女公爵暨普瓦捷女伯爵，阿基坦公爵威廉十世之女。
埃莉诺先嫁給法国国王路易七世，婚姻被判無效後，和英格兰国王亨利二世結婚。她是幼王亨利、理查一世、布列塔尼公爵若弗鲁瓦二世及无地王约翰的母亲。

## 早年
父親為阿基坦公爵威廉十世，母親是沙泰勒罗的埃诺（Aenor de Châtellerault）。

## 第一段婚姻

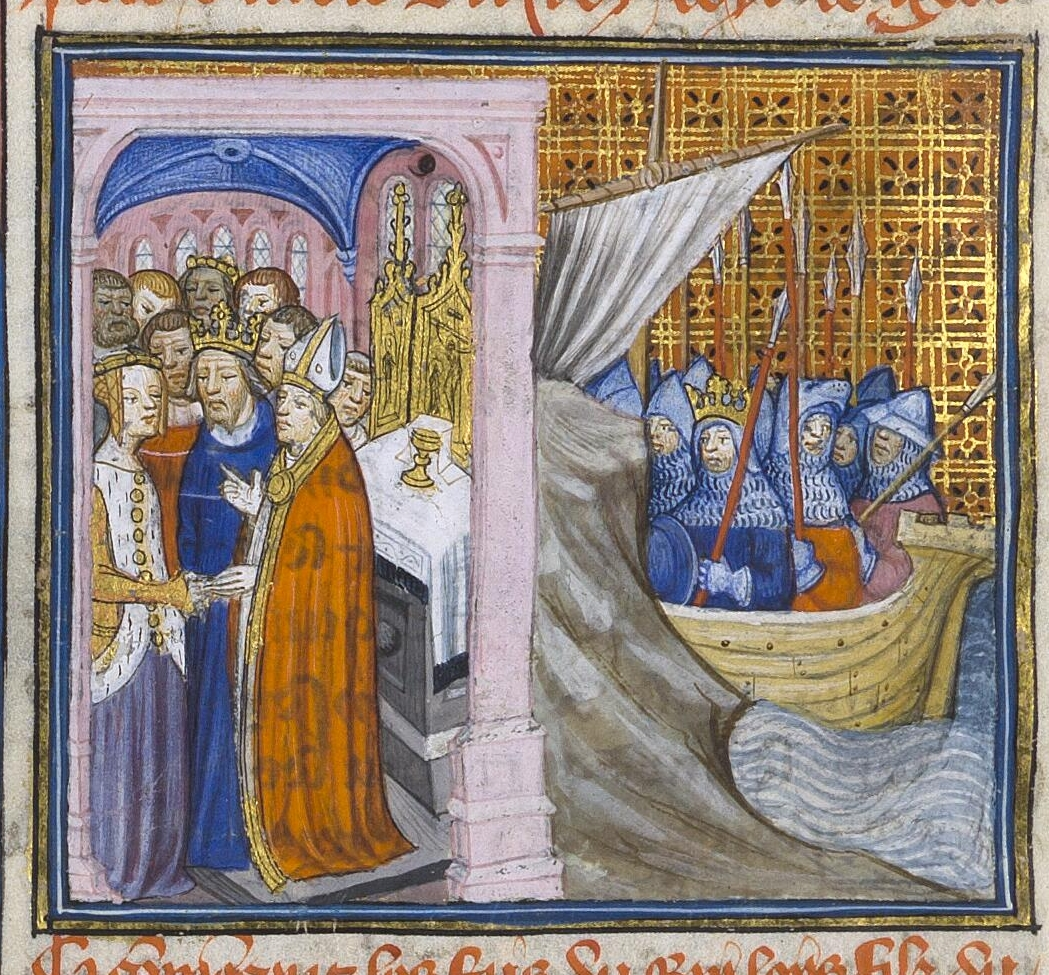
繪於14世紀，左邊是埃莉诺與路易的婚禮，右邊是路易七世起行參加第二次十字军东征

1137年7月25日，埃莉诺與尚為王子的路易七世結婚，婚禮在波尔多主教座堂舉行，主婚人是波爾多總主教。兩人婚後即封為阿基坦公爵和女公爵，但當時阿基坦仍未屬於法蘭西，須到下一代才會傳入卡佩王朝。8月8日，路易六世薨逝，路易七世成為法國國王，但埃莉诺到同年的耶誕節方受膏正式加冕成為法國王后。
活潑的埃莉诺與丈夫一本正經的家人及臣民相處得不愉快。她婆婆莫里恩的阿黛勒（Adelaide of Maurienne）認為埃莉诺太輕浮，對路易七世是壞影響，而教堂的長老（特別是聖伯爾納鐸及修道院院長叙热）亦批評她的舉止行為完全不合禮節，但這些言語卻無損路易七世對埃莉诺的寵愛。埃莉诺的美貌與世故把路易七世完全迷倒，她的行為舉止雖然令路易七世相當困惑苦惱，但他仍然花盡心思金錢來滿足她大大小小的所有願望。這些錢大部分用來美化位於巴黎西岱岛的一所宮殿。
婚姻末期，埃莉诺因與當時只是诺曼底公爵的亨利二世私通，所以多次嘗試令婚姻被宣佈無效，卻被教宗尤金三世所拒。尤金三世更命埃莉诺與路易七世再開始同床共枕；幾個月後，埃莉诺終於懷孕，但生出來的卻仍是女兒——即法蘭西的阿利克斯。一直都不喜歡埃莉诺的臣民藉此要求路易七世讓婚姻被宣佈無效，路易七世在兩方面的夾攻之下，唯有順從他們的意願。
1152年3月21日，四名大主教得到尤金三世的批准下宣佈婚姻無效。婚姻被宣佈無效後，兩個女兒仍為路易七世的合法繼承人，監護權依照慣例由父親獲得，阿基坦則返回埃莉诺的男性後代手中。

## 第二段婚姻

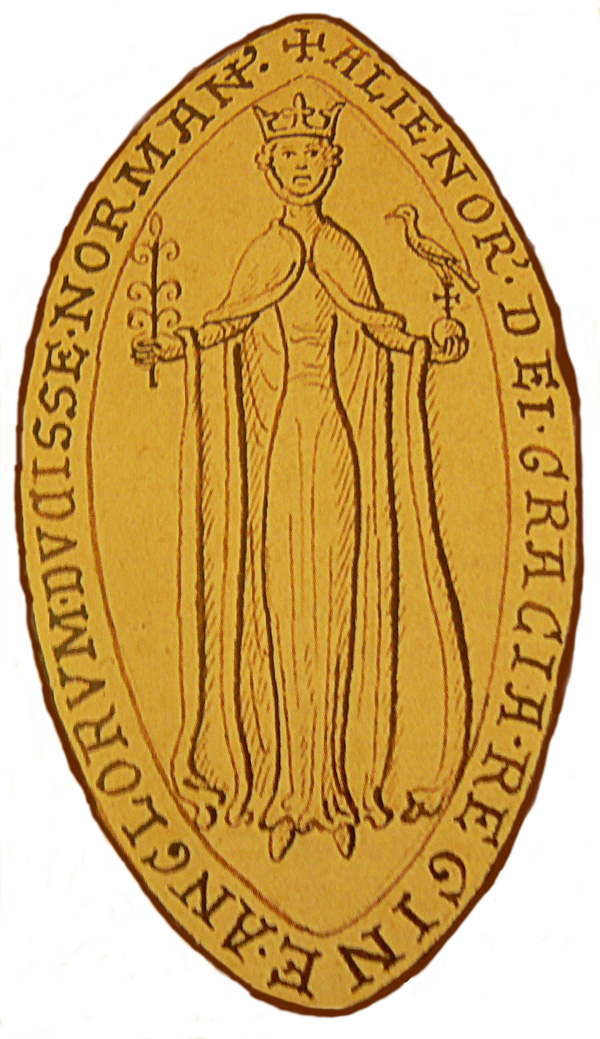
阿基坦的埃莉诺

埃莉諾回普瓦捷時，亨利二世的弟弟南特伯爵若弗魯瓦及迪耶普子爵威廉二人皆想脅持埃莉諾回領地成為他們妻子，但是當埃莉諾成功回到普瓦捷時，她派遣使者至亨利二世處，要求當時只有十九歲的亨利二世立即到普瓦捷去迎娶她。1152年5月18日，兩人在沒有與他們身分相稱的儀式下結婚。
亨利於1154年加冕為英格蘭國王，而埃莉諾則成為英格蘭王后。
亨利二世晚年，他與埃莉諾所生的幾個兒子幼王亨利，阿基坦公爵理查及布列塔尼公爵若弗魯瓦爭權奪地，時常叛亂。据信埃莉諾有慫恿兒子們反對亨利的行为。1173年3月底到5月初，埃莉诺离开普瓦捷，被捕并被送到鲁昂交给亨利二世。亨利二世没有公开宣布拘捕她，直到次年，埃莉诺下落不明。1174年7月8日，亨利和埃莉诺从巴夫勒爾乘船去英格兰，在南安普顿登陆后，埃莉诺就被带到温彻斯特城堡或薩魯姆城堡关押。

### 囚禁岁月
此后16年埃莉诺被囚禁，大部分时间是在英格兰各地，如希农、索尔斯伯里和其他一些英格兰城堡。期间她和儿子们尤其是曾最宠爱的理查的关系开始疏远，不常见到儿子们，仅在圣诞节等特殊场合会被释放。距离什鲁斯伯里4英里靠近豪蒙德修道院有一处三角形城堡的遗迹，被认为曾是一处囚禁她的监狱。期間，亨利二世有數名情婦，遂秘密請求教皇允許他與埃莉諾離婚，但是未獲同意。亨利二世的情妇羅莎蒙德·克利福德死于1176年，传言是埃莉诺在亨利的阵营的人协助下将其毒杀，另一个说法是，将其置于浴缸让一老妇砍了她的手臂。1183年，幼王亨利临死时请求亨利二世对母亲发慈悲释放她，其同伴们也请求释放埃莉诺。亨利二世派威尔斯大执事厄利的托马斯去萨鲁姆告知埃莉诺。据说埃莉诺曾做梦预见了小亨利的死亡。
腓力二世要求诺曼底的财产归于小亨利的遗孀也是腓力二世的姐姐玛格丽特，但亨利二世却说它本属于埃莉诺，也该重归埃莉诺所有。因此他于1183年夏末召埃莉诺去诺曼底，她在诺曼底停留了6个月，从当时开始她稍得到更大的自由。她可能在1184年初回到英格兰。1184年在大女婿狮子亨利和大女儿玛蒂尔达介入下，亨利二世放松了对她的监禁。此后数年，她经常和丈夫同遊，有时沟通王国政事，但仍被配备了一個监护人，故还是不自由。

## 守寡后
亨利二世死后，理查一世即位，即派威廉·马歇尔去英格兰传令释放埃莉诺出狱，但命令到达前，埃莉诺已被监护人释放。埃莉诺以理查的名义统治英格兰。
1199年理查死后，约翰继位，与法王腓力二世讲和，约定腓力二世的儿子路易娶约翰的二姊卡斯蒂利亚王后埃莉诺的女儿。埃莉诺去卡斯蒂利亚为路易挑选新妃。她离开普瓦捷，才在城外就被曾被先祖将领地卖给亨利二世的吕西尼昂的于格九世伏击生擒，答应其条件后获释。1200年1月她到达卡斯蒂利亚，当时阿方索八世和埃莉诺王后有乌拉卡和布兰卡两个未嫁女儿，埃莉诺选择了布兰卡，停留2个月后于3月携布兰卡回程，初夏在丰特夫罗修道院病倒，约翰曾探视。
1201年约翰与腓力二世交战，埃莉诺离开丰特夫罗去普瓦捷支持儿子，防止若弗鲁瓦的遗腹子阿尔蒂尔夺取普瓦捷。1202年阿尔蒂尔得知她的所在后将她包围在米尔博。约翰闻讯南下击败围城军，俘虏了15岁的阿尔蒂尔，可能还有曾由埃莉诺和理查亲自抚养的阿尔蒂尔的姐姐布列塔尼的埃莉诺。埃莉诺回到丰特夫罗修道院出家为修女。

## 逝世
於1204年4月1日在丰特夫罗的丰特夫罗修道院逝世，終年約81歲，並葬在該修道院。她死时她的所有子女除了儿子约翰王和女儿卡斯蒂利亚王后埃莉诺外，都已去世。

## 子孫
- 第一任丈夫：路易七世（1121年—1180年），1136年結婚
  - 子女：

1. 香檳伯爵夫人瑪麗
2. 布盧瓦伯爵夫人阿利克斯（英语：Alice of France）

- 第二任丈夫：亨利二世（1133年—1189年），1152年結婚
  - 子女：

1. 普瓦捷伯爵威廉九世（William IX, Count of Poitiers），早夭
2. 幼王亨利（1154年或1155年12月28日—1183年6月11日）英格蘭王儲，安茹伯爵，諾曼第公爵，攝政王（死在亨利二世之前）
3. 瑪蒂爾達（英语：Matilda of England, Duchess of Saxony）（Matilda of England，1156年—1189年），1168年嫁給獅子亨利，從此亦稱「莫德，薩克森公爵夫人」（Maud, Duchess of Saxony）
4. 理查一世 （狮心王理查）
5. 若弗鲁瓦（1158年9月23日—1186年8月19日），布列塔尼公爵
6. 埃莉諾（1162年10月13日—1214年10月31日），1176年嫁給卡斯蒂利亞國王阿方索八世
7. 瓊（1165年—1199年），1177年嫁給西西里國王古列爾莫二世，丈夫於1189年逝世，約1196年改嫁給圖盧茲伯爵雷蒙六世
8. 約翰（無地王）

## 傳記及書籍
- ""Eleanor of Aquitaine: Queen of France, Queen of England", Ralph V. Turner (2009)
- Eleanor of Aquitaine: Lord and Lady, John Carmi Parsons & Bonnie Wheeler (2002)
- Queen Eleanor: Independent Spirit of the Medieval World, Polly Schover Brooks (1983) (for young readers)
- Eleanor of Aquitaine: A Biography, Marion Meade (1977)
- Eleanor of Aquitaine and the Four Kings, Amy Kelly (1950)
- Eleanor of Aquitaine: The Mother Queen, Desmond Seward (1978)
- Eleanor of Aquitaine: A Life, Alison Weir (1999)
- Le lit d'Aliénor, Mireille Calmel (2001)
- "The Royal Diaries, Eleanor Crown Jewel of Aquitaine", Kristiana Gregory (2002)
- Women of the Twelfth Century, Volume 1 : Eleanor of Aquitaine and Six Others, Georges Duby
- A Proud Taste For Scarlet and Miniver, E. L. Konigsburg
- The Book of Eleanor: A Novel of Eleanor of Aquitaine, Pamela Kaufman (2002)
- The Courts of Love, Jean Plaidy (1987)
- Power of a Woman. Memoirs of a turbulent life: Eleanor of Aquitaine, Robert Fripp (2006)
- The Origin and Meaning of Courtly Love: A Critical Study of European Scholarship, Roger Boase (1977), Manchester University Press
- Duchess of Aquitaine, Margaret Ball (2006), St. Martin's Press
- The Queen's Pawn"", Christy English (2010), New American Library
- "Eleanor of Aquitaine", Curtis Howe Walker (1950)

## 外部連結
- 在羅浮宮中的埃莉諾花瓶 （页面存档备份，存于）
- RoyaList Online上的互動家族樹 (en)

| 阿基坦的埃莉诺 普瓦捷王朝出生于：約1122年逝世於：1204年4月1日 | 阿基坦的埃莉诺 普瓦捷王朝出生于：約1122年逝世於：1204年4月1日 | 阿基坦的埃莉诺 普瓦捷王朝出生于：約1122年逝世於：1204年4月1日 |
| 法國貴族爵位                                                  | 法國貴族爵位 | 法國貴族爵位                                                  |
| ------------------------------------------------------------- | --- | ------------------------------------------------------------- |
| 前任者： 威廉十世／八世                                       | 阿基坦女公爵 1137年4月9日—1204年4月1日 與年輕的路易同時在任 （1137年—1152年） 短斗篷亨利 （1152年—1189年） 獅心理查 （1189年—1199年） 無地王约翰 （1199年—1204年）                      | 繼任者： 约翰                                                 |
| 前任者： 威廉十世／八世                                       | 普瓦捷女伯爵 1137年4月9日—1204年4月1日 與年輕的路易同時在任 （1137年—1152年） 短斗篷亨利 （1152年—1153年） 威廉九世 （1153年—1156年） 理查一世 （1169年—1199年） 約翰 （1199年—1204年） | 繼任者： 约翰                                                 |
| 前任者： 英格蘭的馬蒂爾達                                     | 诺曼底公爵夫人 1152年5月18日–1189年7月6日 與法蘭西的瑪格麗特 （1172年–1183年）同時在任                                                                                                  | 繼任者： 納瓦爾的伯倫加莉亞                                   |
| 前任者： 英格蘭的馬蒂爾達                                     | 安茹伯爵夫人 1152年5月18日–1189年7月6日 與法蘭西的瑪格麗特 （1172年–1183年）同時在任 | 繼任者： 納瓦爾的伯倫加莉亞                                   |
| 前任者： 英格蘭的馬蒂爾達                                     | 曼恩伯爵夫人 1152年5月18日–1189年7月6日 與法蘭西的瑪格麗特 （1172年–1183年）同時在任 | 繼任者： 納瓦爾的伯倫加莉亞                                   |
| 法國王族                                                      | |                                                               |
| 前任者： 莫里恩的阿黛勒                                       | 法蘭西王后 1137年7月12日–1152年3月 與莫里恩的阿黛勒 （1137年7月25日–8月1日）同時在任 | 繼任者： 卡斯蒂利亞的康斯坦莎                                 |
| 英格蘭王族                                                    | |                                                               |
| 前任者： 布洛涅的瑪蒂爾達一世                                 | 英格蘭王后 1154年10月25日–1189年7月6日 與法蘭西的瑪格麗特 （1172年–1183年）同時在任 | 繼任者： 纳瓦拉的贝伦加丽亚                                   |